# Nissan Pivo
Nissan Pivo (яп. 日産・ピボ Пибо; от англ. pivot — «точка поворота, ось вращения») — серия из трёх электрических концепт-каров, созданных японской компанией Nissan в 2005, 2007 и 2011 годах. Первая версия была представлена в октябре 2005 года и представляла собой вращающуюся трёхместную кабину, закреплённую на платформе. В 2007 году была представлена вторая модель, получившая соответствующее название Pivo 2. Она сохранила общую конструкцию кузова, но с некоторыми изменениями в дизайне и оснащении, одним из которых стал робот-помощник. Представленная в 2011 году модель Pivo 3 сильно отличается — она уже не является кабиной на платформе, но при этом сохранила расположение мест в салоне и получила систему автоматической парковки.

## Pivo
Оригинальная модель была представлена на Токийском автосалоне в октябре 2005 года. Модель представляет из себя четырёхколёсную платформу и трёхместную кабину над ней. Кабина вращается — если необходимо развернуться — можно просто повернуть кабину на 180 градусов. При этом управление передаётся другой паре колёс. Таким образом, у Pivo все колёса поворотные. Это отражает общую концепцию модели — компактный городской автомобиль, позволяющий легко маневрировать и парковаться. Двери круглые и сдвигаются назад при открывании. Фары и задние фонари расположены на кабине и имеют форму двух сцепленных шаров разного размера. 
Интерьер, как уже сказано выше, трёхместный — водитель сидит в центре, а чуть сзади по бокам — два пассажира. Руль имеет довольно странную форму, за ним расположен небольшой экран, являющийся панелью приборов. За рулевой колонкой находится второй экран, отображающий текущее положение автомобиля на дороге. Обзорность улучшена за счёт специальных видеокамер на стойках, изображение с которых транслируется на специальные экраны, расположенные уже в салоне. Модель приводится в движение двумя (один на каждую ось) электродвигателями Super Motor. При движении работает только один — тот, который спереди кабины. В салоне также встроен инфракрасный датчик, следящий за рукой водителя. Благодаря этому датчику можно управлять системами в автомобиле жестами (например, если плавно поднять ладонь наверх, музыка станет громче).

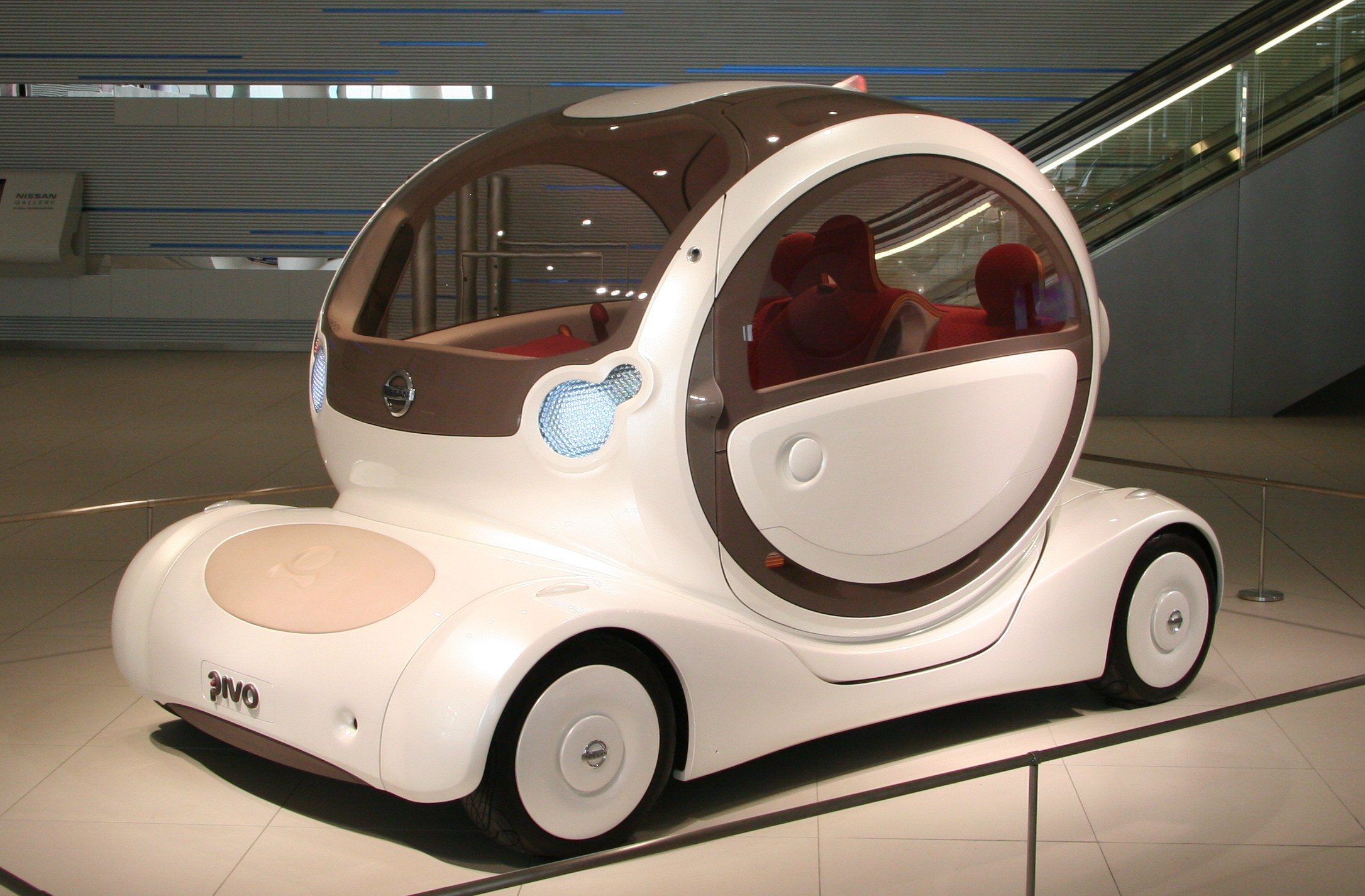
Вид спереди
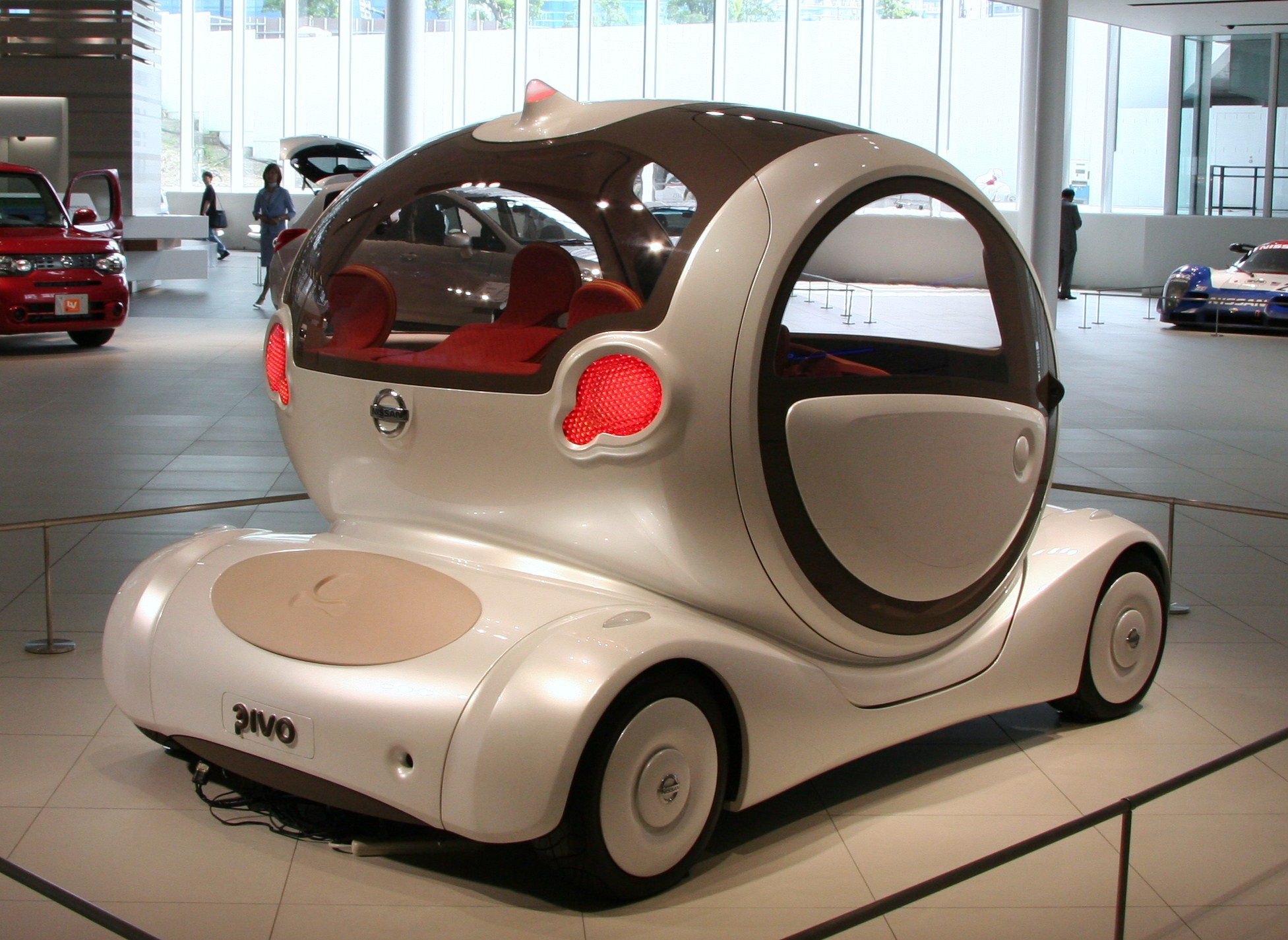
Вид сзади
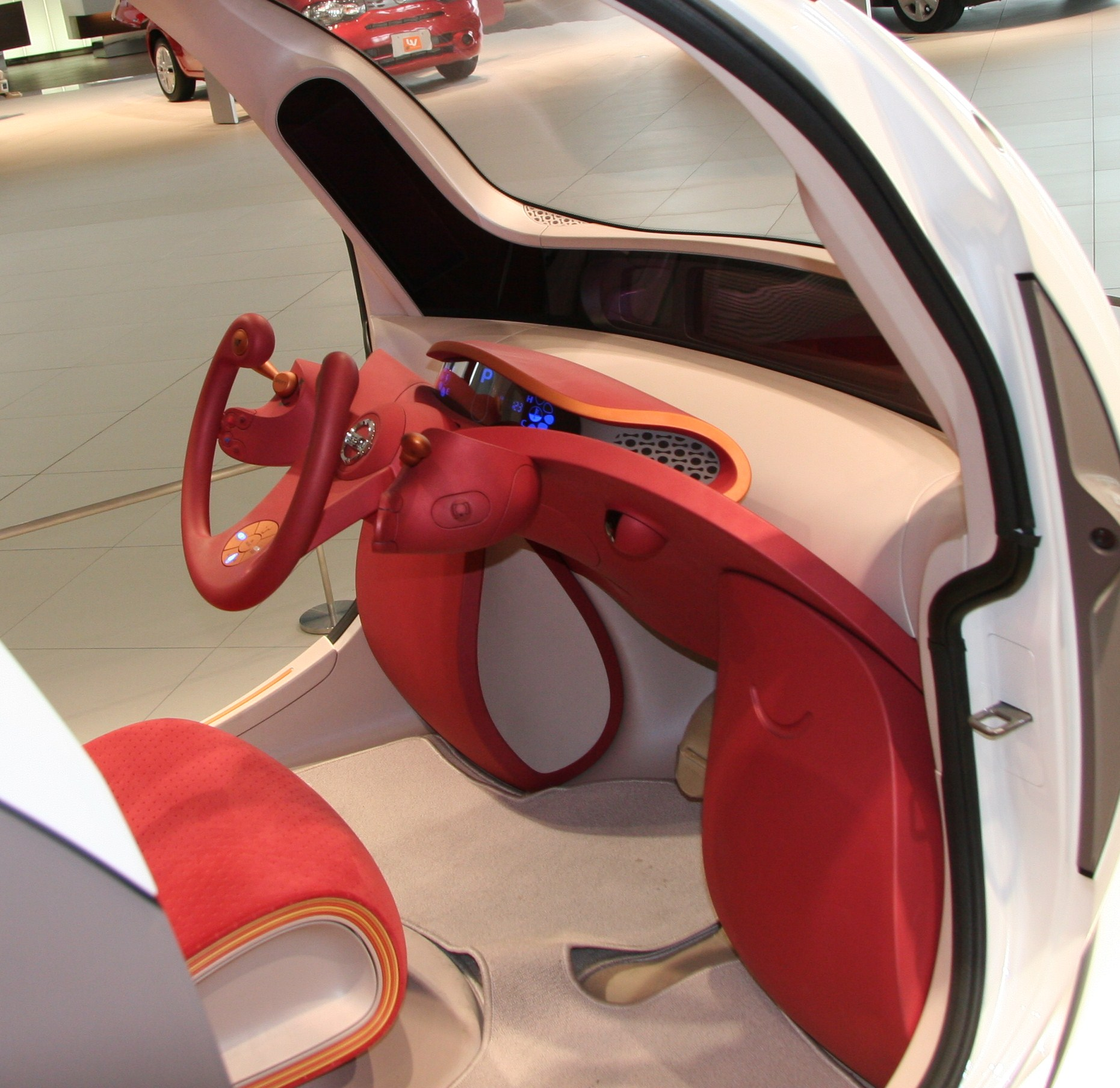
Интерьер

## Pivo 2
Спустя 2 года после презентации первой модели на Токийском автосалоне в октябре 2007 года была представлена обновлённая версия, получившая название Pivo 2. Общая концепция не изменилась — трёхместная вращающаяся кабина на четырёхколёсной платформе. Дверь теперь только одна и расположена, подобно автомобилю Isetta, спереди, позволяя тем самым открыть её в любом положении кабины. Все четыре колеса́ могут поворачиваться на 90 градусов, позволяя машине ехать боком и быстро парковаться параллельно.  В интерьере по-прежнему три места, а органы управления расположены на двери. Руль имеет форму штурвала, а в его центре расположены кнопки управления вращением кабины. За ним расположена панель приборов в виде экрана, а также «голова» робота-помощника, получившего название «Robotic Interface». Этот робот обладает двумя глазами-камерами, которые следят за настроением и состоянием водителя. Помощник может давать советы касательно передвижения по городу или управления системами в автомобиле. Если водитель в плохом настроении, робот попытается ему помочь, например, весёлой мелодией или каким-нибудь сообщением на экране. Робот может разговаривать только на двух языках — японском и английском.
Модель обладает довольно гибким шасси — при торможении передние колёса выдвигаются вперёд и друг к другу, а при повороте колёса внешней стороны выставляются наружу для увеличения колеи. Такая гибкость колёс и подвески обеспечивается в том числе за счёт электродвигателей 3D Motor, разработанных японской фирмой Fuji Univance. В Pivo 2 их четыре — на каждом колесе по мотору. У этого двигателя ротор и статор расположены параллельно, а не внутри друг друга. Официально было заявлено, что эти двигатели на тот момент ещё находились в стадии доработки. Аккумуляторы были разработаны совместно с компанией NEC Electronics. Общий запас хода — 100 км. Охлаждаются они с помощью жидкостного охлаждения.
Помимо Токийского автосалона, модель также была презентована на Пекинском автосалоне в апреле 2008 года.

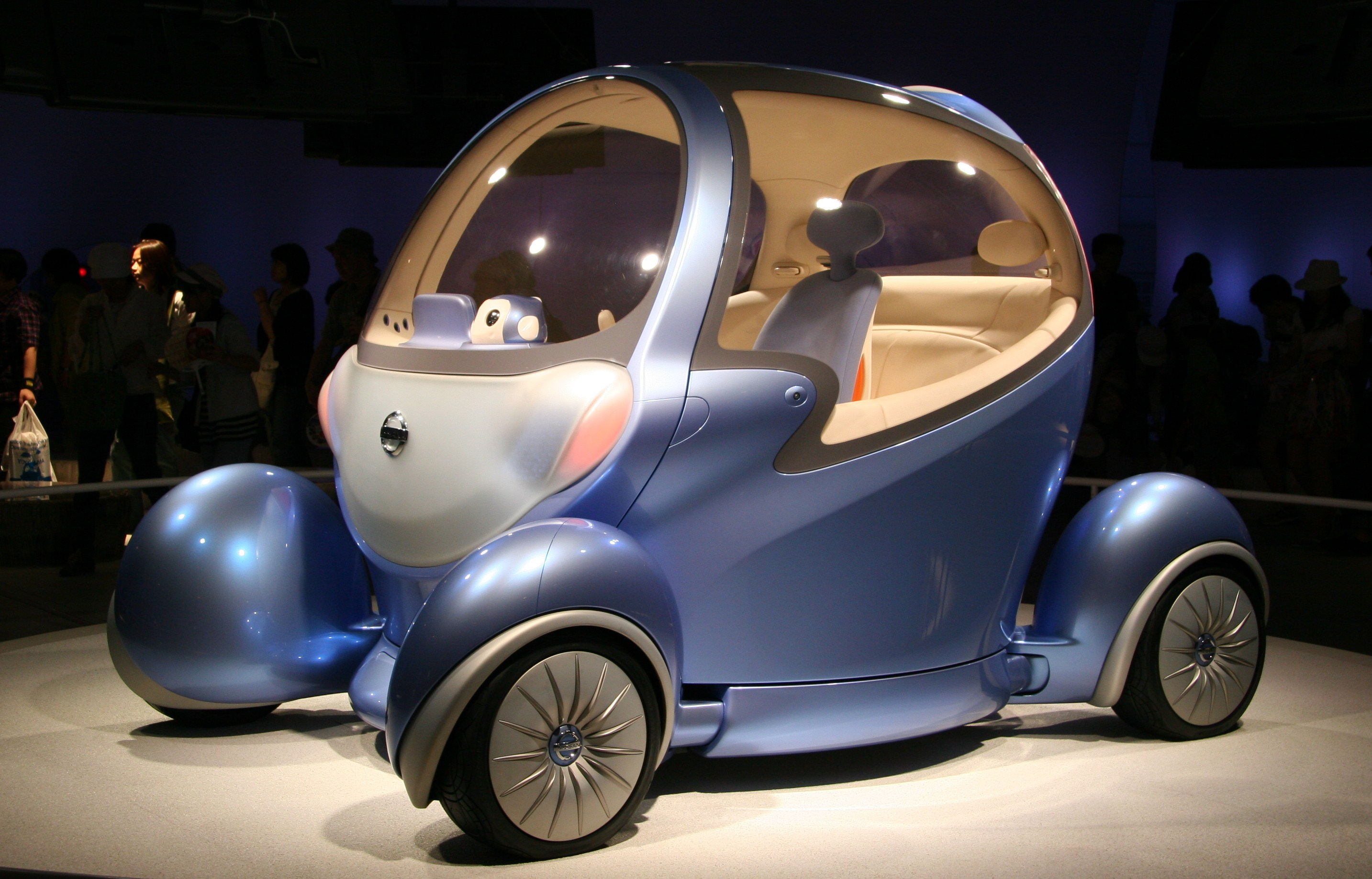
Вид спереди
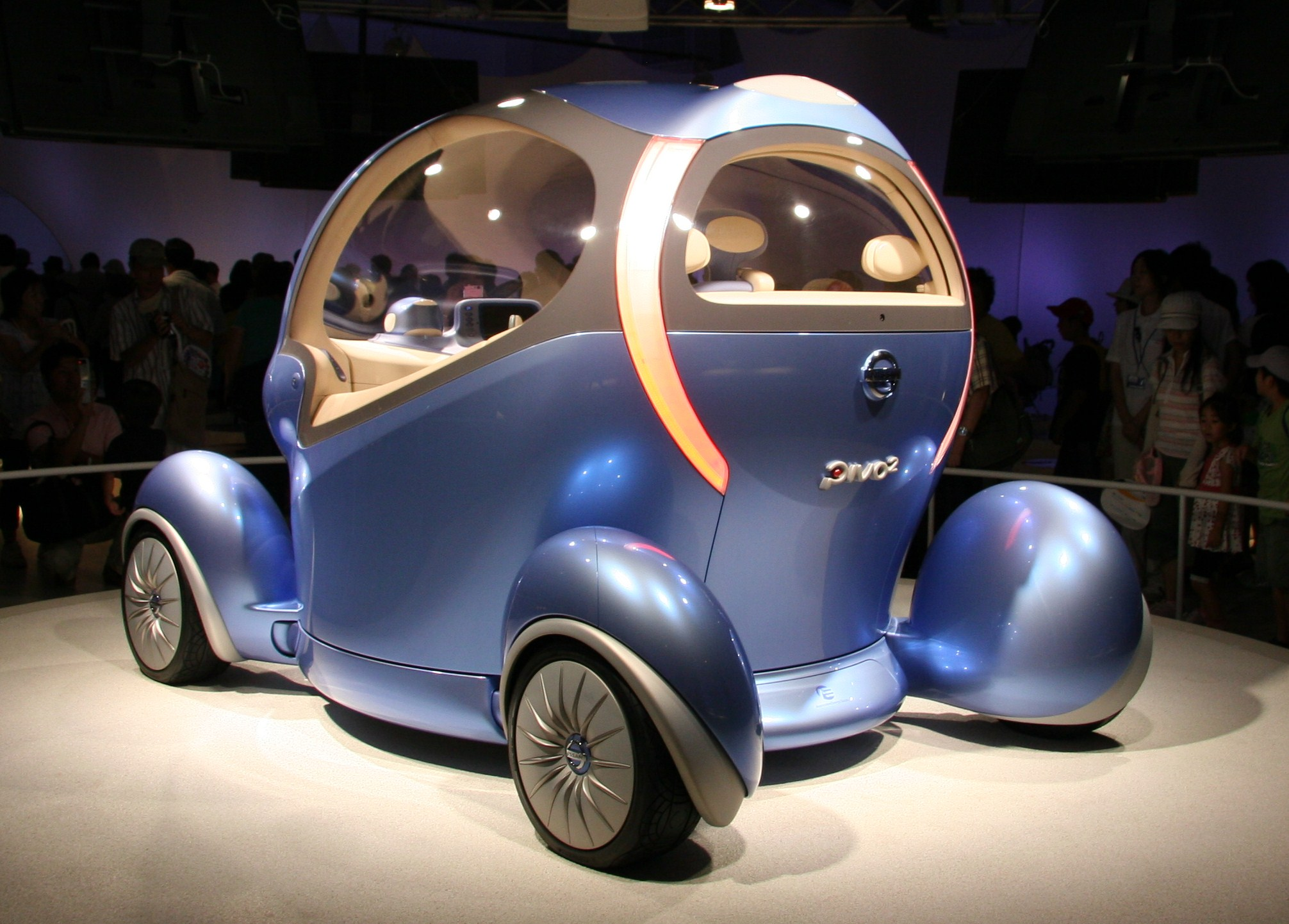
Вид сзади
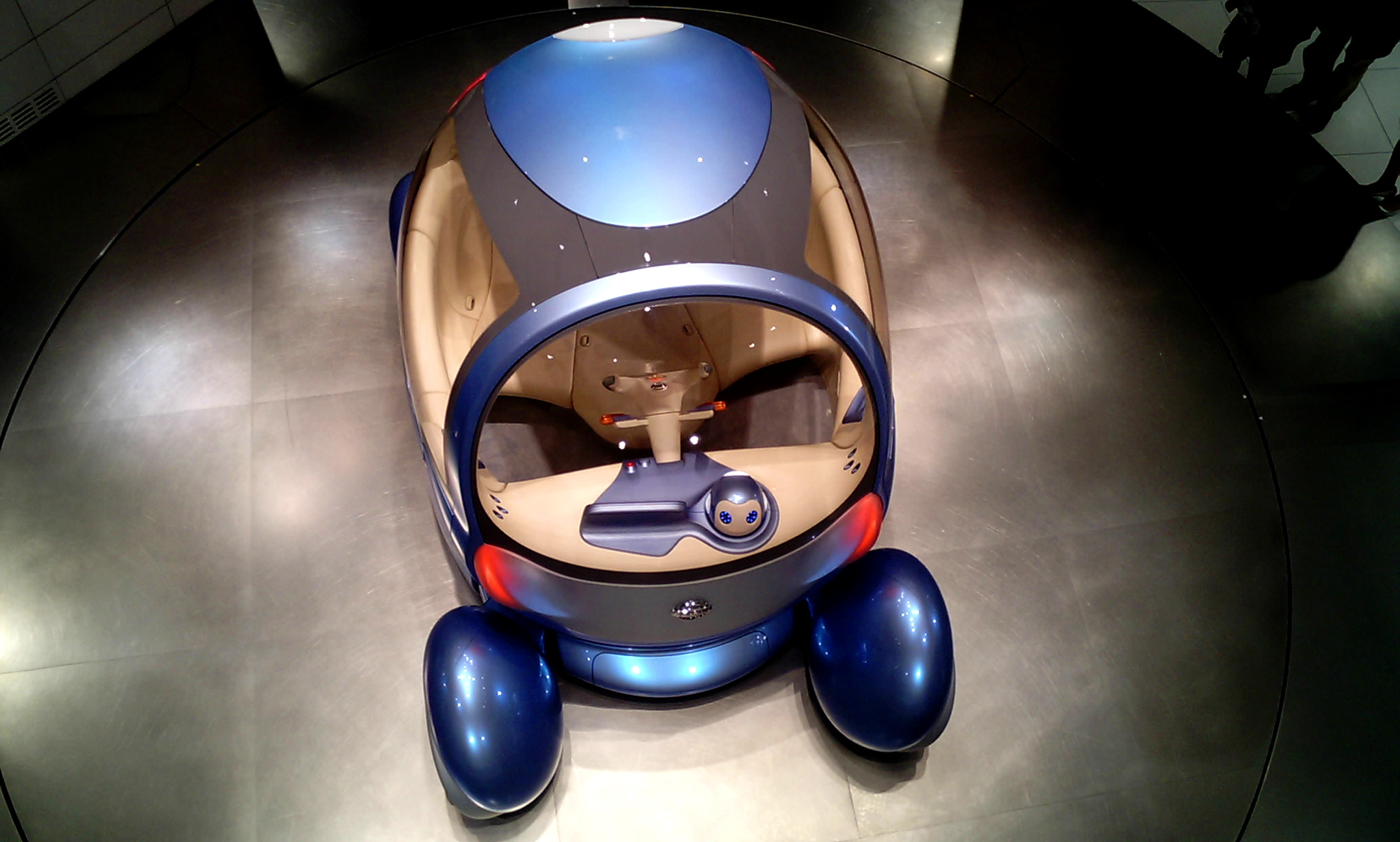
Вид сверху. Внутри можно увидеть робота-помощника «Robotic Interface»

## Pivo 3
Третья инкарнация Pivo была представлена на Токийском автосалоне в октябре 2011 года. Pivo 3 сильно отличается от двух предыдущих моделей — он больше не обладает вращающейся кабиной и радикально отличающимся от других автомобилей дизайном, и больше похож на обычный автомобиль сегмента A. Дверей снова две, они, как и на первой модели, выдвигаются назад. Колёса также поворачиваются на 90 градусов, позволяя модели легко развернуться почти на месте. По словам Франсуа Банкона, генерального менеджера отдела перспективного планирования Nissan, Pivo — это ответ урбанистам из развитых стран, а «благодаря трем концептам Pivo мы получили глубокое понимание их потребностей». Внутри всё также три места. Руль также является штурвалом, а за ним находится экран с навигатором и панелью приборов. Pivo 3 обладает системой «Automatic Valet Parking», которая позволяет автоматически припарковать автомобиль или вызвать его к себе с парковочного места по смартфону. Однако, это работает только на специальных парковках. Каждое колесо по прежнему обладает одним электромотором, но подробные технические характеристики раскрыты не были.

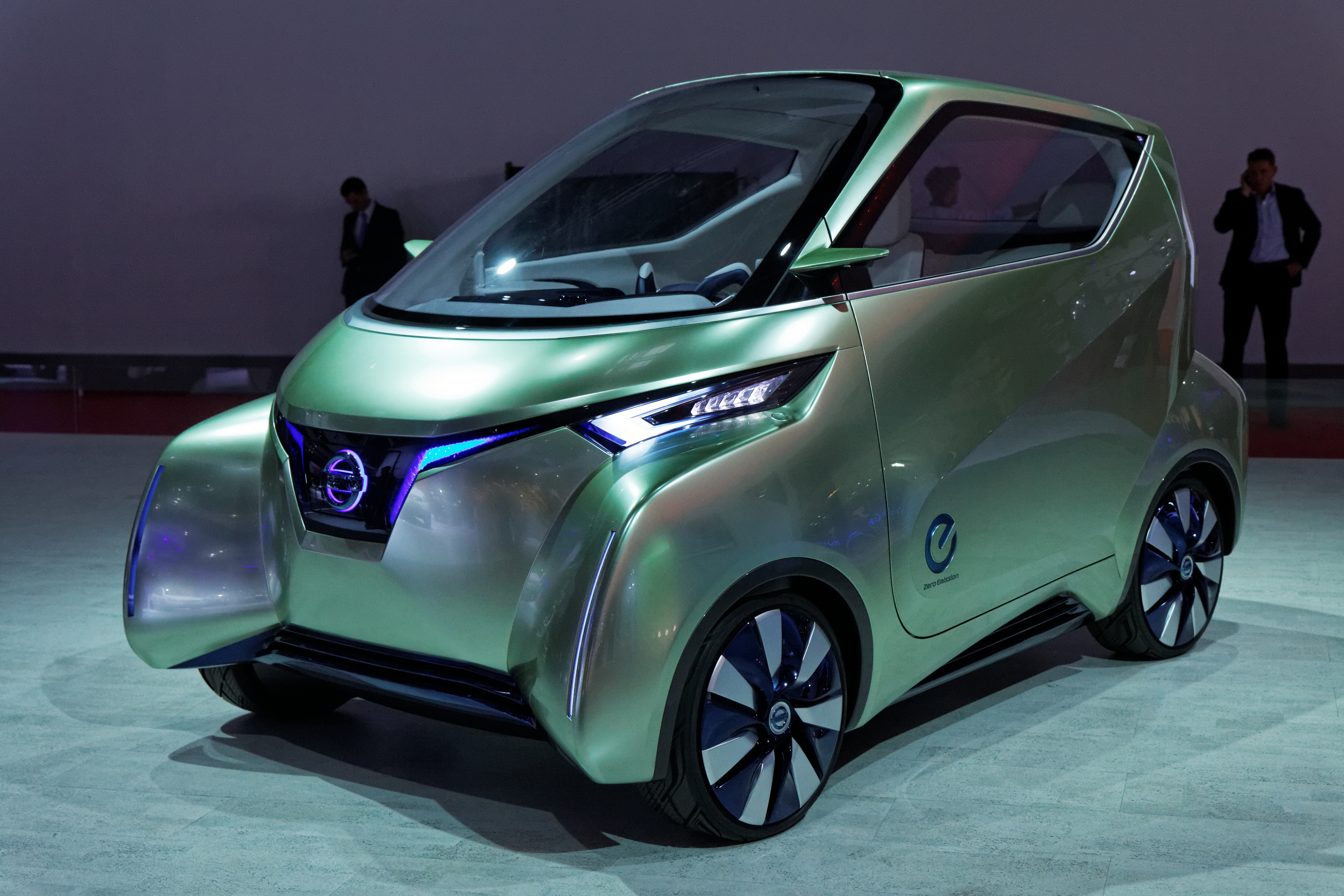
Вид спереди
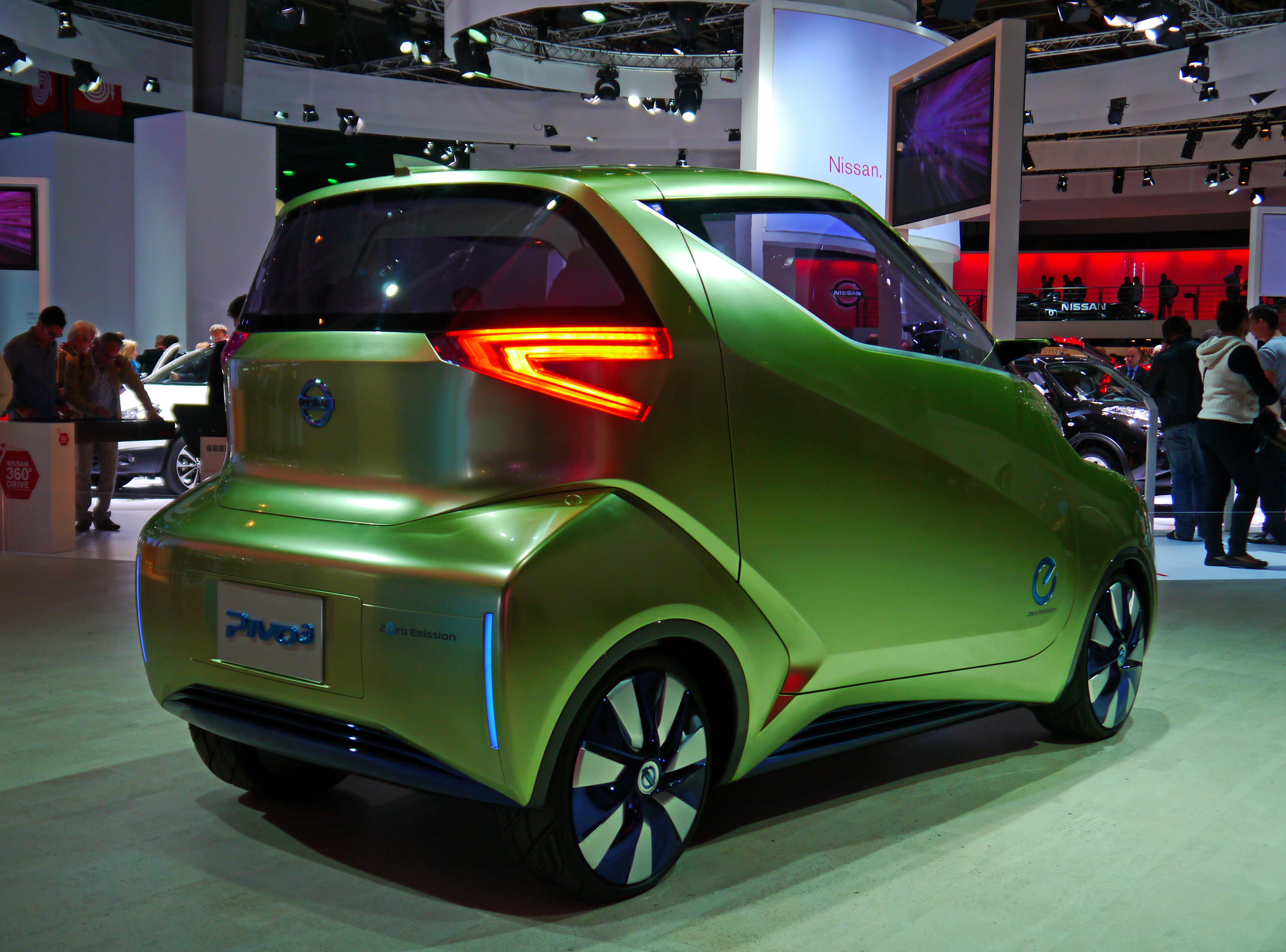
Вид сзади
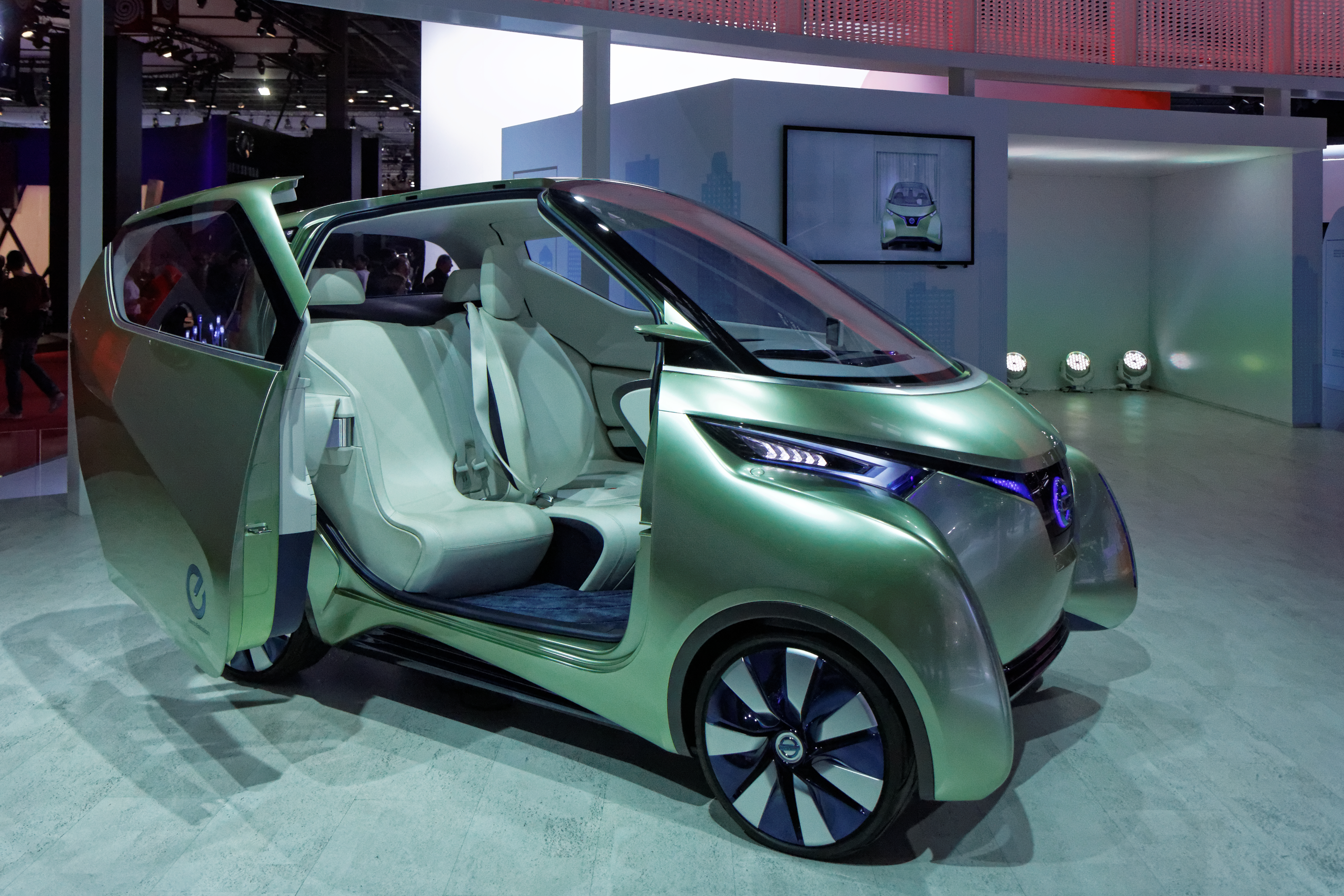
Вид сбоку, дверь открыта